# Човек од кестена
Човек од кестена (дан. Kastanjemanden) је данска крими серија објављена на Нетфликсу 29. септембра 2021. године. Серију су креирали Дорте Варное Хаг, Давид Сандројтер и Микел Серуп, режирали су је Каспер Барфоед и Микел Серуп, а заснована је на истоименој књизи Серена Свејструпа. У серији глуме Даница Ћурчић и Микел Бо Фолсгард као Наја Тулин и Марк Хес, који истражују убиства неколико жена у којима је умешана мистериозна фигурица кестена остављена на месту злочина. Серија је обновљена за другу сезону 2024. године, а глумачкој постави су додате Софи Грабол и Катинка Лерке Петерсен; премијера је заказана за 2026. годину.

## Синопсис
Телевизијска серија „Човек од кестена“ почиње открићем убиства целе породице на изолованој фарми 1987. године. Више од тридесет година касније, у данашњем Копенхагену, млада жена је пронађена убијена на игралишту без једне руке. Детективка Наја Тулин је додељена случају. Са својим невољним новим партнером, Марком Хесом, примећују малу фигурицу направљену од кестена која лежи поред тела. Убрзо се на човеку од кестена открива мистериозан доказ - отисак прста нестале девојке, ћерке политичарке Розе Хартунг.

## Глумци и ликови

### У главним улогама
- Даница Ћурчић као Наја Тулин, истражитељица полиције у Копенхагену[7]
- Микел Бо Фолсгард као Марк Хес, истражитељ из Европола који се привремено враћа у Копенхаген.
- Давид Денчик као Сајмон Генц, форензичар у полицији Копенхагена
- Ларс Ранте као Ниландер, Тулинов шеф, Оделење за убиства
- Ибен Дорнер као Роса Хартунг, данска министарка за социјална питања/друштвених послова, чија је ћерка Кристине нестала.
- Есбен Далгард Андерсен као Стен Хартунг, муж Росе Хартунг

### У споредним улогама
- Лива Форсберг као Ле Тулин, Најина ћерка
- Лоуис Нес-Шмидт као Густав Хартунг, син Росе Хартунг
- Селин Мортенсен као Кристин Хартунг, ћерка Росе Хартунг)
- Али Казим као Нехру, асистент
- Андерс Хове као Аксел, Најин отац
- Елиот Кросет Хове као Линус Бекер
- Пернила Рене као Јеси Квум
- Мари-Лиди Мелоно као Лив, Росин помоћник
- Андерс Ниборг као Абилдгард, истражитељ полиције Копенхагена
- Кристијан Хег Јепесен као Енгелс, државни службеник
- Аријан Касхеф као Јакоб Расули, Росин возач
- Кристиане Гјелеруп Кох као заменик комесара Дал
- Олаф Хејгард као Тим Јансен, истражитељ полиције Копенхагене
- Клаудио Моралес као Мартин Рикс, истражитељ полиција Копенхагена
- Фадиме Туран као ИТ техничар
- Мортен Бровн као Фредерик Вогел, државни службеник
- Симоне Лике као Бенедикте Сканс, медицинска сестра
- Сигне Ваупел као премијер
- Јеспер Оле Фејт Андерсен као Најландеров помоћник
- Николај Дал Хамилтон као Ханс Хенрик Хауге
- Каспер Леиснер као Себастијан
- Сигне Егхолм Олсен као Астрид Беринг, одрасла
- Педер Томас Педерсен као Ерик Сејер-Ласен
- Камила Лау као Ане Сејер-Ласен
- Томас Хван као Николај
- Катинка Еверс Јансен као Матилде
- Софус Сендергард Микелсен као Магнус Кјӕр
- Јосефине Барнехов Сефриоуј као Лина Сејер-Ласен
- Нора Барнехоу Сефриоуј као Софија Сејер-Ласен
- Шиље Еневиг Холст као Астрид Беринг, дете
- Сандер Херстад Лауридсен као Токе Беринг, дете
- Бјарне Хенриксен као Бринк, полицијски инспектор Менс полиције
- Јенс Јорн Спотаг као Мариус, полицајац
- Уфе Рербек Мадсен као форензички патолог
- Ина-Миријам Росенбаум као адвокат Ханса Хенрика
- Расмус Брун као Хенинг Леб
- Тами Ест као Јохане
- Хелене Егелунд као мајка Ане Сејер-Ласен
- Сигне Сков као Роса Хартунгова хранитељица
- Хенрик Улдал као хранитељ Розе Хартунг
- Мортен Тунбо као Вејланд
- Ларс Торп Томсен као Краг, истражитељ полиције Копенхагена
- Кристине Лауритзен као мајка у болници
- Ханс Хенрик Клеменсен као старац у кући
- Јули Вијет као школски учитељ
- Виље Габриеле Катринг-Расмусен као Оливија Квум
- Мариане Сендергард као Лаура Кјар
- Силас Корнелијус Ван као Орумов син
- Беруз Баниси као полицајац
- Теа Глиндорф као медицинска сестра
- Пиа Хвилстед Сперлинг као Ерумова жена
- Томас Банг као ПЕТ Агент
- Јакобе Ори као жена на аеродрому
- Јан Тјерилд као полицајац Менс полиције
- Селма Мусовски као Леина пријатељица
- Елисабет вон Росен као радница
- Петер Кури као Петер Хејгард, главни лекар
- Јохане Фелдт Вебер као Ерумова ћерка
- Франк Рубӕк као Герт Буке, политичар
- Емилија Дамгард Лундберг као Роса Хартунг, млада
- Фредерик Бентзен као дечак у болници
- Хеле Пилар Ларсен као мајка у болници

## Епизоде
| Бр. еп. | Наслов          | Редитељ        | Сценариста                                                                             | Премијера           |
| --- | --------------- | -------------- | -------------------------------------------------------------------------------------- | ------------------- |
| 1. | Прва епизода    | Каспер Барфоед | Дорте Варне Хег, Давид Сандерутер, Серен Свеиструп, Кристофер Ернфелт, Елизабет Нилсен | 29. септембар 2021. |
| Године 1987, полицајац Маријус Ларсен претражује породичну кућу Орум, где открива скоро све чланове мртве. Проналази само најмлађег сина и ћерку живе у соби пуној кестенових људи, али их убија непознати нападач. У данашњем Копенхагену, истражитељка Наја Тулин и истражитељ Европола Марк Хес истражују убиство зубарке Лауре Кјер, које је повезано са малом фигурицом кестена остављеном на месту злочина. Млади син жртве, Магнус, који је био код куће када му је мајка убијена, преживљава. Министарка социјалних послова Роза Хартунг враћа се на посао након што је била на одсуству због нестанка своје ћерке Кристине. Тулинин шеф, Ниландер, жели да пронађу доказе против Кјеровог вереника, Ханса Хенрика Хаугеа, за убиство и откривају Кристинине отиске прстију на кестеновом човеку. Тулин и Хес сазнају да је Кристин продавала фигурице кестена на улици. |                 |                |                                                                                        |                     |
| 2. | Друга епизода   | Каспер Барфоед | Дорте Варне Хег, Давид Сандерутер, Серен Свеиструп, Кристофер Ернфелт                  | 29. септембар 2021. |
| Хес одлучује да сам поново отвори случај Кристине Хартунг. На крају придобија Тулина и Генца. Роса Хартунг разговара са чланом опозиције Гертом Букеом о сарадњи у вези са политикама бриге о деци. Она такође води интервју како би представила нове политике, на крају убеђујући Букеа. Тулин испитује Кристининог наводног убицу, Линуса Бекера, који се успешно сећа убиства, али се не може сетити где је тело сакривено. Полиција хапси Ерика Сејер-Ласена након што му стиже анонимна порука послата на телефон Лауре Кјер. Његову жену, Ану, напада убица и прогони је у шуму непосредно пре доласка полиције. Пронађена је мртва, са обе руке одсечене. Хартунг се суочава са новом претњом када јој је министарски аутомобил испрскан спрејом и на крају пристаје да има телохранитеље. Невољни Ниландер обавештава Хартунгове о Кристининим отисцима прстију, али открива да нема доказа који указују на то да је жива. Хес и Тулин поново посећују Кјерову кућу, а Хес открива мистериозне цртеже које је оставио Магнус. Он даље одлази у подрум, где га напада непознати нападач и закључава га унутра. Открива се да је нападач Ханс Хенрик Хауге, кога Тулин покушава да ухапси и натера га да ослободи Хеса. Међутим, Хауге успева да побегне.                                                                     |                 |                |                                                                                        |                     |
| 3. | Трећа епизода   | Каспер Барфоед | Дорте Варне Хег, Давид Сандерутер, Серен Свеиструп, Кристофер Ернфелт                  | 29. септембар 2021. |
| Тулин и Хес се опорављају од Хаугеовог напада, а полиција испитује његов рачунар, где откривају снимак на којем експлоатише Магнуса. Стин Хартунг одлучује да поново испита Кристин случај упркос жестоким протестима Розе. Он иде толико далеко да даје интервју уживо на телевизији, изражавајући наду да би Кристин могла бити још увек жива. Тулин и Хес се суочавају са Ериком Сејер-Ласеном са доказима о злостављању његових ћерки. Тулин и Хес сазнају да су и Кјер и Сејер-Ларсен пријављени од стране анонимне особе као лоши родитељи и закључују да би свако ко је примио такву пријаву могао бити следећа жртва. Сумњају да ће жена по имену Квијум бити следећа жртва и покрећу операцију хватања убице на делу. Уместо њега, хватају Николаја Милера, родитеља из школе Квијумове ћерке, са којим она има аферу. Мелер открива да је уцењен снимцима о афери, које је вероватно послао убица. Док је Квијум у заштитном притвору у сигурној кући, аларм у аутомобилу одвлачи пажњу последњег чувара и она је закључана напољу након што га провери. Док Тулин, Хес, Ниландер и преостале јединице стигну у сигурну кућу, Квијум је већ мртав, виси са дрвета, са обе руке и једним стопалом које недостају. |                 |                |                                                                                        |                     |
| 4. | Четврта епизода | Микел Серуп    | Дорте Варне Хег, Давид Сандерутер, Серен Свеиструп, Кристофер Ернфелт                  | 29. септембар 2021. |
| Хес прегледа старе архивске снимке са места убиства Кристине Хартунг, где открива још једног тврдоглавог човека. Роса Хартунг мења став о Стину и одлучује да га подржи. Тулин и Хес поново испитују Линуса Бекера након што снимак са места убиства показује да је био присутан када је тврдио да је бацао Кристинино тело. Преломи почињу да се виде у Бекеровом алибију, и он открива да зна ко је убица, али одбија да им каже. Ниландер им дозвољава да испитају Росу Хартунг, а они траже да испитају старе случајеве пресељења деце са којима се она бавила током свог мандата. Прекасно, откривају да су Хартунгов возач, Јакоб Расули, и његова девојка, Бенедикте Сканс, отели Густава Хартунга. Обојица су пресељени у хранитељске породице и деловали су из освете против Хартунга. Њихов комби је на крају пронађен, али обоје су већ мртви, док је Густав жив. Хес сумња да Скансова није убила себе и Расули у убиству и самоубиству. Тулин открива одсечене делове тела у замрзивачу који припада Расулију и Скансу, након чега Ниландер затвара случај. |                 |                |                                                                                        |                     |
| 5. | Пета епизода    | Микел Серуп    | Дорте Варне Хег, Давид Сандерутер, Серен Свеиструп, Кристофер Ернфелт                  | 29. септембар 2021. |
| Године 1985, младој Рози хранитељи говоре да планирају да усвоје Токеа и Астрид Беринг, близнакиње са којима се играла. У садашњости, и Тулин и Хес се спремају да се преселе на своја нова радна места. Хесу се шаљу фотографије са места злочина из резиденције Орум јер му је лет за Букурешт одложен. Затим путује у Мен да разговара са главним истражитељем случаја, Џоном Бринком. Он му показује архивске снимке са места злочина и открива да су близнакиње Беринг живеле тамо до убистава, да их је породица Ерум редовно злостављала и да је један од ретких начина да то спрече био да направе људе од кестена. Хес открива да су пресељени у Мен након што су претходно живели са породицом Петерсен, са њиховом ћерком Розом. Хартунг је стављен на тромесечно одсуство од стране премијера Данске, а касније открива групу људи од кестена у свом дому. Добија поруку од убице, у којој јој се наређује да се састане како би сазнала где јој је ћерка. Тулин и Генц истражују различите врсте кестена које су постављене на претходним местима злочина, закључујући да су се два разликовала од првог. Хес и Бринк посећују Бринкову сестру, где Хес открива неке старе фотографије са окупљања разреда, на којима су близнакиње Беринг. На своје изненађење, са фотографије закључује да је Токе Беринг сада Генц. |                 |                |                                                                                        |                     |
| 6. | Шеста епизода   | Микел Серуп    | Дорте Варне Хег, Давид Сандерутер, Серен Свеиструп, Кристофер Ернфелт                  | 29. септембар 2021. |
| Тулин и Генц стижу на напуштену фарму, где Тулин открива инкриминишуће доказе о убици. Генц јој открива да је он заправо убица и брзо је савладава пре него што га она може ухапсити. Хес наређује Ниландеру да нареди претрес Гензовог имања и проналазе човека од кестена у његовој лабораторији. Хартунг стиже касније те ноћи, а Генц је позива унутра да праве људе од кестена са везаним Тулином. Упркос њеним напорима да захтева да види Кристин, Генц одбија и убоде је у руку пре него што је и њу савлада. Хес закључује где се Генц налази преко кестена поред главног пута. Генц везује Хартунг и сече јој једну руку, намеравајући да уради још, али га прекида Хесов долазак. Хес потом такође савладава Генц, који потом полива кућу бензином, пре него што је запали. Тулин бежи, али га Генц брзо поново хвата. Хес ослобађа Хартунг и везује јој руку траком пре него што побегну кроз прозор подрума. Тулин зауставља Генцов ауто док Хес стиже до главног пута. Када Генц покуша да прегази Хеса, Тулин скреће Генцов ауто у дрво, набијајући га на оближњу грану. Полиција проналази Генцову сестру близнакињу, Астрид, која живи у Немачкој. Заједно са немачком полицијом хапсе Астрид као саучесницу и проналазе Кристин живу и здраву.                                                                    |                 |                |                                                                                        |                     |

## Развој
Дана 19. августа 2019. године, Netflix је најавио своју другу данску серију на ТВ фестивалу у Копенхагену. Телевизијска серија „Човек од кестена“ је заснован на дебитантском роману награђиваног писца Серена Свејструпа („Убиство“), а серија је дебитовала на Netflix широм света.

## Пријем
„Човек од кестена“ је добио генерално повољне критике и има оцену од 100% на сајту Rotten Tomatoes, на основу шест критичких рецензија. Критичари су описали серију као „занимљиву“ и „језиву“, док су је други, попут Verdens Gang, описали као „усавршени клише“, а истовремено су јој дали четири од шест на бацању коцкица.
Реакције су биле позитивне и у Немачкој. На сајту film-rezensionen.de, Оливер Армкнехт је серији доделио 7 од могућих 10 поена и оценио: „Радња трилер серије је прилично класична, али атмосферски реализована. Атмосферске локације, мрачне тајне и комбинација невиности и понора забављају љубитеље мрачних прича.“ Критичари телевизијског часописа TV Spielfilm изјавили су: „Упркос скандалозном финалу, узбудљив нордијски ноар.“ Lexikon des internationalen Films оценио је: „Данска криминалистичка серија […] не открива нове путеве, али остаје доследно узбудљива, чак и ако социополитички мотиви који окружују модерне мајчинске и породичне констелације остају подложни превише узрочној логици истраге.“
Ђанлука Валиш из аустријских дневних новина Der Standard написао је о Нетфликсовој серији: „Узбудљив сценарио о прилично дисфункционалном детективском дуету, много обрта, најфинија израда камере и режије, успешна подела глумаца, солидна глума. Да ли желимо другу сезону упркос изненађујуће баналном финалу? Да, молим!“

## Награде и признања
Нетфликсова серија „Човек од кестена“ 2022. године је била велики победник престижних награда Роберт Данске филмске академије у телевизијским категоријама када су награде додељене у суботу увече у хотелу и конгресном центру Тиволи у центру Копенхагена.